# Скальфаро, Оскар Луиджи
Оскар Луиджи Скальфаро (итал. Oscar Luigi Scalfaro; 9 сентября 1918, Новара — 29 января 2012, Рим) — итальянский государственный деятель, президент Италии в 1992—1999 годах, затем пожизненный сенатор.

## Биография
В 1942 году завершил юридическое образование в Католическом университете Святого Сердца в Милане и начал работу в магистратуре. С 1943 по 1945 годы участвовал в Сопротивлении, оказывая помощь заключённым и находящимся под следствием антифашистам, а также их семьям.
Потеряв в 1944 году 20-летнюю жену, более не женился. После окончания Второй мировой войны стал в 1945 году государственным обвинителем, последним в Италии, участвовавшим в вынесении смертного приговора, который был отменён.
В 1946 году был избран в Конституционную ассамблею от Турина, а в 1948 впервые стал членом Палаты депутатов от Христианско-демократической партии.
Верующий католик, являлся членом Католического действия. Несколько раз занимал в правительстве должность одного из младших статс-секретарей, в 1964—1966 годах являлся заместителем председателя ХДП. В 1966—1968 и в 1972 годах — министр транспорта и гражданской авиации.
Занимал консервативные антикоммунистические позиции, в 1972—1973 годах был министром образования, в 1983—1987 годах — министром внутренних дел.
В 1992 году избран председателем Палаты депутатов, однако уже через месяц стал новым президентом страны, после роспуска Христианско-демократической партии в 1993 году, функционируя как независимый. Его избрание президентом произошло после двухнедельных безуспешных голосований, на что повлияло убийство мафией судьи Джованни Фальконе. В 2006 году Скальфаро выступал против конституционных реформ, предложенных правительством Сильвио Берлускони и не получивших поддержки на референдуме. Он стал членом левоцентристской Демократической партии.
Являясь на 2009 год вторым по возрасту членом Сената Италии после Риты Леви-Монтальчини, в 2006 году председательствовал на первом заседании Сената после её отказа, но в 2008 году отказался от этого.

## Награды
Награждён указом президента Италии:
- Золотая медаль «За вклад в развитие культуры и искусства» (31 июля 1973 года)[8].

Иностранные награды:
- Орден князя Ярослава Мудрого I ст. (Украина)[9]
- Почётный знак отличия Президента Украины (Украина, 5 мая 1995 года) — за значительный личный вклад в развитие украинско-итальянских отношений[10]
- Орден «Достык» (Казахстан, 18 сентября 1998 года) — за выдающийся личный вклад в укрепление дружбы, партнёрства и доверия между народами Казахстана и Италии, взаимовыгодного межгосударственного экономического сотрудничества, неизменное стремление к упрочению стабильности и мира[11]
- Орден Трёх звёзд I степени (Латвия, 1997 год)[12]
- Орден Двойного белого креста 1 класса (Словакия, 13 ноября 1997 года)[13]

## Геральдика

Личный герб Оскара Луиджи Скальфаро как кавалера цепи испанского ордена Изабеллы Католической
Личный герб Оскара Луиджи Скальфаро как кавалера цепи шведского ордена Серафимов